# Spahii
Spahii – wieś w Rumunii, w okręgu Gorj, w gminie Turburea. W 2011 roku liczyła 358 mieszkańców.